# Paradestraße (metrostation)
Paradestraße is een station van de metro van Berlijn, gelegen onder de Tempehofer Damm in het Berlijnse stadsdeel Tempelhof. Het metrostation werd op 10 september 1927 geopend onder de naam Flughafen en was op dat moment het zuidelijke eindpunt van lijn CII, een van de takken van de Nord-Süd-Bahn. Tegenwoordig is station Paradestraße, dat zijn naam dankt aan een zijstraat van de Tempelhofer Damm, onderdeel van lijn U6.
Het Berlijnse stadsbestuur kampte bij de aanleg van de Nord-Süd-Bahn met een constant gebrek aan financiële middelen, waardoor de lijn na de opening in 1923 steeds in kleine etappes werd verlengd. Als eerste besloot men de oostelijke tak naar Neukölln (lijn CI, tegenwoordig deel van de U7) aan te leggen; de bouw van lijn CII, de westelijke tak van de Nord-Süd-Bahn, begon in 1924. In februari 1926 bereikte de lijn het station Kreuzberg (tegenwoordig Platz der Luftbrücke), anderhalf jaar later volgde de verlenging naar station Flughafen, dat over directe toegangen tot de luchthaven Tempelhof beschikte. Station Flughafen zou echter niet lang het eindpunt van lijn CII zijn; meteen na de opening begonnen de werkzaamheden aan de verlenging van de lijn naar het Ringbahnstation Tempelhof, die op 22 december 1929 in gebruik kwam.
In de dertiger jaren werd luchthaven Tempelhof volledig herbouwd en kwam de terminal verder naar het noorden te liggen. In 1937 nam het voor de nieuwe hoofdingang van de luchthaven gelegen station Kreuzberg daarom de naam Flughafen over, het eerdere station Flughafen kreeg zijn huidige naam Paradestraße. De enorme verdeelhal op de tussenverdieping van station Paradestraße werd grotendeels afgesloten, de oostelijke, aanvankelijk naar de luchthaven leidende uitgangen vervielen.
In 1992 onderging het station een renovatie en kreeg het een volledig nieuw uiterlijk. Sindsdien worden de wanden en pilaren gesierd door witte, verticaal geplaatste tegels, afgewisseld met kleurrijke motieven. Eenzelfde aankleding is te vinden in het station Spichernstraße op de U9. Tegelijkertijd werden de trappen aan de zuidzijde van het eilandperron afgesloten en vervangen door een lift, die rechtstreeks naar de oostzijde van de Tempelhofer Damm leidt. De verkleinde tussenverdieping, te bereiken via een trappenhuis in het midden van het perron, heeft twee uitgangen aan de westzijde van de Tempelhofer Damm, op de hoek van de Paradestraße.